# 風に乗る船
「風に乗る船」（かぜにのるふね）は、Salyuの5枚目のシングルである。2005年10月26日発売。発売元はトイズファクトリー。

## 概要
- CD EXTRA仕様でアルバム『landmark』に収録されている「Dramatic Irony」のPVが収録。
- ジャケット撮影は蜷川実花、PV監督は武藤真志。

## 収録曲
1. 風に乗る船（5:08）
2. 再生（6:28）
いずれも、作詞・作曲・編曲：小林武史

## 収録アルバム
- 『TERMINAL』 (#1)
- 『Merkmal』 (#1)

## カバー
風に乗る船
- MONGOL800（2024年12月18日、トリビュート・アルバム『Salyu 20th Anniversary Tribute Album "grafting"』に収録）

## タイアップ
- 「風に乗る船」：テレビ朝日系『ブレスト〜女子高生、10億円の賭け!』主題歌